# Christian Neunhertz
Christian Neunhertz (* vermutlich in Breslau, Fürstentum Breslau; † 12. Juli 1689 ebenda) war ein deutscher Maler.

## Leben
Neunhertz entstammte einer alteingesessene Breslauer Familie. Er war Schüler von Michael Willmann und gehörte nach der Ausbildung zu dessen Werkstatt. Durch die Heirat mit Willmanns Tochter Maria Magdalena wurde er dessen Schwiegersohn. Das Taufregister in Breslau listet folgende Kinder der Eltern Christian Neunhertz (Maler auf dem Dom) und Maria Magdalena (geborene Willmann) auf:
- 6. Oktober 1683: Maria Barbara
- 13. Februar 1688: Michael Leopoldt
- 11. Mai 1689: George Wilhelm

Neunhertz starb im Geburtsjahr seines Sohnes Georg Wilhelm, der ebenfalls Schüler seines Großvaters Michael Willmann wurde. Über seinen Tod heißt es:

„Anno 1689, den 12. July früh um 2 Uhr, hat sich Cristian Neunhertz, Portrait-Mahler auf dem Dohm […] verloren, […] die Muthmassung war: Weil Er mit schwermüthigen Gedancken beladen, auch in dem blosen Hembde sich verloren, und die Ringe von den Fingern abgezogen, und solche nebst den Kleydern hinterlassen, dass Er in die Oder gelauffen und ertruncken, man hat weiter nichts mehr von Ihme gesehen noch gehöret“

## Wirken
Neunhertz wirkte seit 1671 als Hofmaler des Breslauer Bischofs Friedrich von Hessen-Darmstadt. Von seinen Porträts sind einige bekannt:
- Eleonora Charlotte, Herzogin von Würtenberg-Oels
- Anna Elisabeth, Herzogin von Würtenberg-Oels
- Sibylla Maria, Herzogin von Würtemberg-Oels
- Fürstbischof Friedrich von Hessen (zunächst im Oberamtshaus auf dem Blücherplatz, später im Lesesaal des Diözesanarchivs)